# Бала-Ларіджан (дегестан)
Бала-Ларіджан (перс. بالالاریجان) — дегестан в Ірані, у бахші Ларіджан, в шагрестані Амоль остану Мазендеран. За даними перепису 2006 року, його населення становило 4043 особи, які проживали у складі 1169 сімей.

## Населені пункти
До складу дегестану входять такі населені пункти:
- Аб-Аск
- Аб-е Гярм
- Амірабад
- Анаром
- Анге
- Афсане-Сара
- Аха
- Ахазір
- Вана
- Ґазане
- Гаре
- Ґарна
- Ґілас
- Голь-Паша
- Дінан
- Зеяр
- Іра
- Камп-е Сад-Лар
- Канделу
- Кенар-Анджам
- Кетель-Емамзаде-Гашем
- Ларін
- Ласем
- Лязірак
- Мадан-Пуке-Кух-е
- Малар
- Нагар
- Нева
- Ніяк
- Полур
- Поль-е Мун
- Тара
- Фіре
- Шаграк-е Сан'аті
- Шамсабад
- Шанґольде
- Шахандашт